# Саларіди
Саларіди (سالاریان) — феодальна держава в Західному Ірані, що утворилася у 941 році. Відома також як Мусафіріди. З часом її володарі зуміли підкорити більше частину сучасного Азербайджану, частину Вірменії, більшість районів східної Туреччини та північного Ірану. Занепало у 1062 році.

## Історія
У 919 році в Дейлемі закріпився Мухаммад бен-Мусафір. На початку 840-х років постала династія, засновником якої став Салар (перекладається як «командувач») Марзбан ібн-Мухаммед (941—957). Ставши правителем Дейлема в Ірані зі столицями Таром і Семірам, він в 941/942 році пішов з військом проти Дейсама ібн-Ібрагіма, який правив землями династії Саджидів з 932 року. Салар здобув перемогу, опанував Ардебіль.
У 944 році, скориставшись пограбуванням русами та лакзами Алупанії Салар Марзбан зумів зайняти цю область, підкоривши землі від Ширвана до Дербенту. Під час походу на Рей у 948—949 роках Марзбан зазнав поразки від Рукн ед-Довле, володаря Хамадана і Ісфахана, потрапляє в полон і був відправлений в кайданах до фортеці Самірам на південь від Ісфахана. У державі, що залишився без правителя, почалася запекла боротьба за владу між Вахсуданом, його синами і Дейсамом Саджидом. Останній знову виступив за відновлення своєї влади.
Після смерті Марзбана у 957 році починається новий розгардіяш між його братом Вахсуданом і чотирма синами Марзбана, під час якого молодший син Ібрагім ібн-Марзбан у 961 році отримав від халіфа Аль-Муті титул володаря Атропатени.
У 965/966 році Ібрагім ібн-Марзбан зазнає поразки від свого дядька Вахсудана і втечею рятується у чоловіка сестри Рукн ед-Довле, володаря Хамадана і Ісфахана. Останній надав йому значні війська. У тому році Ібрагім здійснив похід до Атропатени, опановує останньою і відновлює владу, віднявши землі у Шеддадідів. У 967—968 році здійснив похід до Ширвану, змусив ширваншаха платити данину.
У 971 році він включає до складу своєї держави Ганцаську провінцію. У 981 році Ібрагім зазнав важку поразку від Абдулхейджа з династії Раввадідів, який був володарем Ахари і Тебрізу. Після цього держава Саларідів розпалася на декілька частин, а Алупанію було втрачено.
Після цього відбувається занепад держави Саларідів. Нова столиця постала у м. Двін, де осів син Ібрагіма — Мазрбан Абуль-Хаджі. У 982/983 році в союзі з Карським царством виступив проти Смбата II Багратида, царя Вірменії. Втім цей похід виявився невдалим. Вподальшому намагався підкорити область Нахічевані, але зазнав поразки, у 990 році втратив Двін. Спроби Саларідів отримати допомогу у Візантії та Вірменії виявилися невдалими.
Водночас Вахсудан та його син і спадкоємець Нух зуміли отаборитися у м. Шаміран. Джустана, сина Нуха, після смерті останньогго у 989 році було відправлено до м. Рей. У 1029 році його тут підкорено Махмудом Газні.
Невеличке відновлення держави Саларідів відбулося за правління Ібрагіма бен-Марзбана, що посів у 997 році в Шамірані. Було захоплено Занджар, Абхар, Сухаравард. Тривалий час Ібрагім протистояв держави Газневидів, але зрештою зазнав поразки й загинув. З цього моменту Саларіди визнали зверхність Газневидів.
У 1043—1046 роках Саларіди з Тарома та Шамірама визнали владу держави Сельджуків. Останній відомий Саларід — Мусафір бен-Ібрагім II — загинув у 1062 році від ассасинів з Аламуту, які захопили Шамірам.